# Serra d'El-Rei
Serra d'El-Rei es una freguesia portuguesa del municipio de Peniche, con 9,16 km² de superficie y 1401 habitantes (2011). Su densidad de población es de 150,3 hab/km².